# Dalbe (przystanek kolejowy)
Dalbe (łotewski: Stacija Dalbe) – przystanek kolejowy w Dalbe, w  gminie Ozolnieki, na Łotwie. Znajduje się na 29 km linii Ryga – Jełgawa. Na przystanku zatrzymują się pociągi elektryczne relacji Ryga - Jełgawa.

## Linie kolejowe
- Ryga – Jełgawa